# Les Ulis
Les Ulis là một xã ở tỉnh Essonne thuộc vùng Île-de-France miền bắc nước Pháp.
Theo điều tra dân số năm 1999, dân số xã này là 25.785 người. Ước tính dân số năm 2005 là 24.900.
Danh xưng cư dân địa phương Les Ulis trong tiếng Pháp là Ulissiens.

## Twins Cities
- Sédhiou, Sénégal
- Thetford, Anh